# Council on Foreign Relations
Council on Foreign Relations (CFR) – amerykańska, niezależna organizacja polityczna non-profit, założona w Nowym Jorku w 1921. Zajmuje się szeroko rozumianymi kwestiami związanymi z polityką międzynarodową oraz miejscem i rolą Stanów Zjednoczonych na arenie międzynarodowej.
Organizacja dysponuje własnym think tankiem noszącym nazwę The David Rockefeller Studies Program.
Jednym z założycieli i pierwszym przewodniczącym organizacji był Paul Warburg, szef amerykańskiego oddziału koncernu I. G. Farben.
Council on Foreign Relations jest wydawcą dwumiesięcznika „Foreign Affairs”.